# Distretto di Oleśnica
Il distretto di Oleśnica (in polacco powiat oleśnicki) è un distretto polacco appartenente al voivodato della Bassa Slesia.

## Geografia antropica

### Suddivisioni amministrative
Il distretto comprende 8 comuni.
- Comuni urbani: Oleśnica
- Comuni urbano-rurali: Bierutów, Międzybórz, Syców, Twardogóra
- Comuni rurali: Dobroszyce, Dziadowa Kłoda, Oleśnica